# Josef Terboven

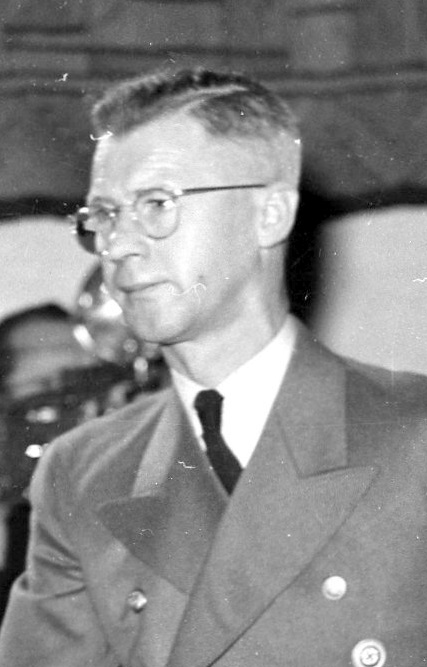
Josef Terboven, Februar 1942

Josef Antonius Heinrich Terboven (* 23. Mai 1898 in Essen; † 8. Mai 1945 in Skaugum bei Oslo, Norwegen) war ein nationalsozialistischer Politiker, Gauleiter von Essen und Reichskommissar für die vom Deutschen Reich besetzten norwegischen Gebiete.

## Leben
Terboven war Sohn eines Gastwirtes. Seine Familie war katholisch. Sein Vater starb etwa 1920/1921.
Josef Terboven besuchte die Volksschule und anschließend die Humboldt-Oberrealschule in Essen. Nach Abschluss der Unterprima im Mai 1915 meldete er sich als Kriegsfreiwilliger. Er kam zunächst zur Feldartillerie und dann zur Luftwaffe. Er erhielt das Eiserne Kreuz II. und I. Klasse. 1918 wurde er als Leutnant d. R. entlassen. Auf die Zuerkennung des Abgangs-Reifezeugnisses seiner Schule (Abiturjahrgang 1916) folgte von 1919 bis 1922 ein Studium der Rechts- und Staatswissenschaften in München und Freiburg, das er nicht abschloss.
1923 begann er eine Lehre zum Bankangestellten bei der Essener Credit-Anstalt. Wegen Personaleinsparungen wurde er nach Abschluss der Lehre 1925 entlassen.

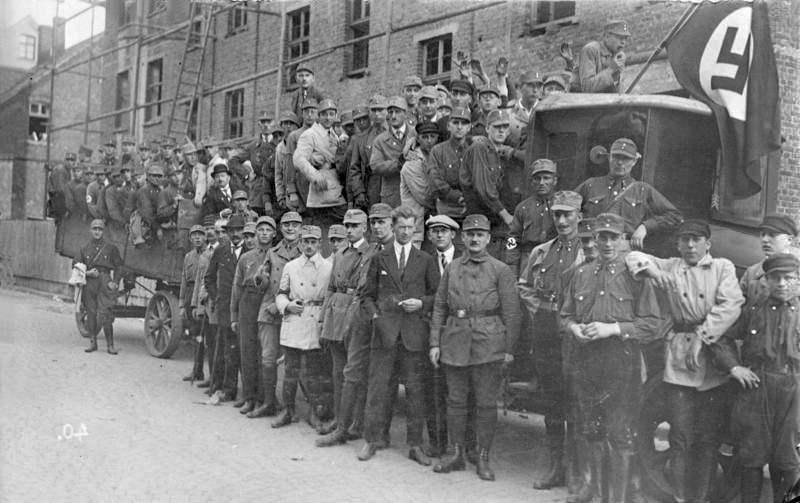
Josef Terboven (in Zivil) mit Essener SA auf der Fahrt zum Reichsparteitag in Weimar, Juli 1926

Terboven trat 1923 der NSDAP bei und beteiligte sich im November 1923 am Hitler-Ludendorff-Putsch in München. Seine Mitglieds-Nr. war 25.247, und nach der Aufhebung des Parteiverbotes aktivierte er seine Mitgliedschaft erneut. 1925 gründete er die NSDAP-Ortsgruppe Essen, die er als Führer der Essener SA leitete. 1928 wurde er Gauleiter von Essen.
Aus einem Brief von Ernst Brandi vom Sommer 1934 geht hervor, dass der Bergbauverein Terboven in den letzten Jahren „unentwegt unterstützt“ hat. Wobei der weitere Kontext die Vermutung nahelegt, dass dies seit 1928 geschehen ist. Terboven hatte eine enge Freundschaft mit Hermann Göring und war eine von Görings Kontaktpersonen zur Schwerindustrie.
Terboven wurde in den Reichstagswahlen 1930, 1932 und am 5. März 1933 für die NSDAP in den Reichstag gewählt (Wahlkreis 23 – Düsseldorf West). Auch im nationalsozialistischen Reichstag behielt er das Mandat.
Nach der Machtübernahme des NS-Regimes wurde Terboven zum Preußischen Staatsrat und (neben seiner parteiamtlichen Stellung als Gauleiter) am 5. Februar 1935 zum Oberpräsidenten der Rheinprovinz ernannt. Er heiratete am 28. Juni 1934 Ilse Stahl († 1972, eine ehemalige Sekretärin von Joseph Goebbels). Goebbels und Hitler waren Trauzeugen und nahmen an der kirchlichen Trauung in der Essener Münsterkirche teil. Terboven wurde 1936 zum SA-Obergruppenführer ernannt.

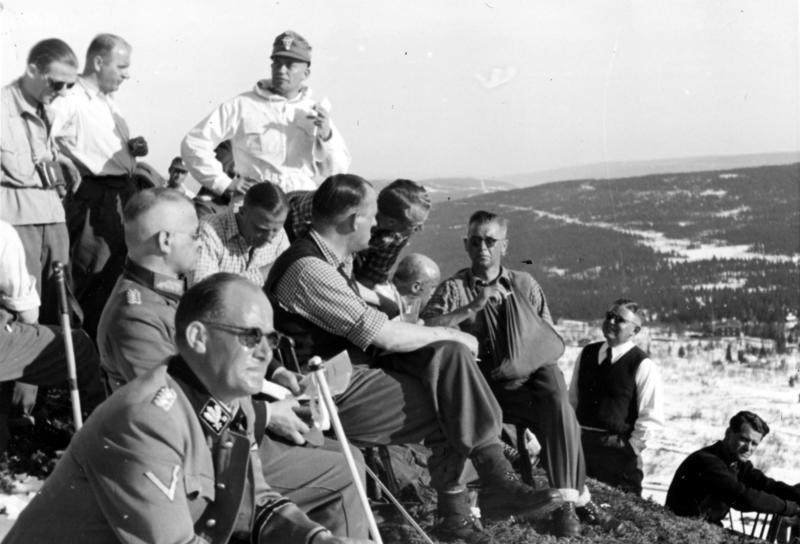
Terboven (Arm in der Schlinge) mit Wehrmacht-Offizieren 1942 in Norwegen. Ganz vorne links Wilhelm Redieß.

Nach der deutschen Besetzung Norwegens wurde Terboven am 24. April 1940 in Oslo Reichskommissar und unterstützte so die Kollaborationsregierung unter Vidkun Quisling und dessen Partei Nasjonal Samling. Er beutete das besetzte Norwegen im Interesse der deutschen Kriegswirtschaft wirtschaftlich aus, betrieb eine harte Politik gegen den zunehmenden Widerstand der norwegischen Bevölkerung und wurde so zu einer Symbolfigur der deutschen Unterdrückungs- und Ausbeutungspolitik. 1943/44 arbeitete Arno Schickedanz in der Stabsleitung von Terboven.
Der nach Hitlers Suizid zum neuen Reichspräsident ernannte Großadmiral Karl Dönitz verfügte am 7. Mai 1945 die sofortige Entlassung Terbovens und seine Entbindung von allen Ämtern.
Am darauffolgenden Tag, der deutschen Kapitulation nahm Terboven sich mit 50 kg Sprengstoff in einem Bunker auf Gut Skaugum das Leben. Dem vorausgegangen war ein Trinkgelage mit Wilhelm Redieß, dem Höheren SS- und Polizeiführer (HSSPF) Norwegens, der sich dort kurz zuvor erschossen hatte.
Seine sterblichen Überreste wurden in der Familiengruft auf dem städtischen Friedhof Essen-Frillendorf beigesetzt.

## Publikationen
- Proklamation vom 26. April 1940, Oslo 1940
- Nyordningen i Norge : Tale 25. Sept. 1940, Stenersen Verlag Oslo 1940
- Tysklands stemme med bidrag av 24 ledende medlemmer av parti og stat, Stenersen Verlag Oslo 1940
- Der nationale Durchbruch, Oslo 1942.

Terbovens Schriften wurden 1946 in der Sowjetischen Besatzungszone auf die Liste der auszusondernden Literatur gesetzt da sie die nationalsozialistische Ideologie, Krieg, die deutsche Eroberungspolitik und die NS-Rassentheorie verherrlichen. Darin enthalten sind mehrere Thesen mit verschwörungstheoretischem Charakter.